# Касинатхуни Вишванатх
Касинатхуни Вишванатх (телугу కాశీనాధుని విశ్వనాధ్; 19 февраля 1930, Репалле, Британская Индия — 2 февраля 2023, Хайдарабад) — индийский кинорежиссёр
, сценарист и актёр, работавший преимущественно в фильмах на языке телугу. Обладатель пяти Национальных кинопремий, семи премий «Нанди» и десяти Filmfare Awards South. В 1992 году он был удостоен премии Рагхупати Венкая от правительства Андхра-Прадеш и Падма Шри от правительства Индии, а в 2017 году — премии Дадасахеба Пхалке, высшей награды в индийском кино.

## Биография
Родился 19 февраля 1930 года в городке Репалле или деревне Педапуливарру, округ Гунтур, ныне штат Андхра-Прадеш, в семье Кашинадхуни Субраманьяма и Сарасватаммы. Вырос в Виджаяваде, где, когда ему было десять лет, его отец стал работать в дистрибьютерской компании при Vauhini Studios. Получил среднее образование в Индуистском колледже Гунтура и степень бакалавра в Христианском колледже Андхры в 1948 году.
Вишванатх начал карьеру в качестве звукорежиссёра на Vauhini Studios в Мадрасе. Он также подрабатывал в качестве помощника режиссёра, начиная со съёмок фильма Pathala Bhairavi в 1951 году. Как звукорежиссёр он работал над фильмами Thodi Kodallu (1957) и Banda Ramudu (1959), а как помощник режиссёра — над Iddaru Mitrulu (1961), Mooga Manasulu и Doctor Chakravarty (1964) Адурти Суббы Рао.
В 1965 году, при поддержке Нагесвары Рао, Вишванатх дебютировал как самостоятельный режиссёр с фильмом Aatma Gowravam. Кинолента, основанная на одноименном романе, рассказывала о заминдаре, который усыновляет мальчика-крестьянина вопреки желанию своей жены. Первый же фильм режиссёра получил бронзовый приз «Нанди» за лучший фильм. Тем не менее прорыв в его карьере обеспечил боевик Nindu Hrudayalu 1969 года, сюжет которого вращался вокруг мести подростка, чей отец был жестоко убит.
В начале 1970-х годов фильмы Вишванатха Chelleli Kapuram (1971), Kalam Marindi (1972) и Sarada (1973) выиграли три кинопремии «Нанди» подряд. А его фильм 1976 года Siri Siri Muvva, об испытаниях и невзгодах немой танцовщицы, заставил обратить на него внимание людей в других штатах. Кроме того, картина положила начало раскрытию темы классической музыки и танца в творчестве Вишванатха. Примечательно, что большинство его работ на эту тему имели названия, начинающиеся на букву «S». В 1979 году режиссёр переснял Siri Siri Muvva на хинди под названием «Ритмы песен», дебютировав таким образом в Болливуде.
В 1980 году Вишванатх снял музыкальную драму Sankarabharanam, рассказывающую о взаимоотношениях между известным исполнителем классической музыки и его поклонницей Туласи, дочерью проститутки, отвергаемой обществом. Фильм получил четыре Национальные кинопремии, в том числе как лучший развлекательный фильм, став первым фильмом на телугу удостоенным кинопремии высшего уровня. Картина с большим успехом шла в Индии: фильм на телугу с непривычными по тем временам субтитрами собирал полные залы в других штатах, где люди не знали его языка. Успех фильма также сыграл важную роль в том, что классическая музыка Южной Индии получила новую жизнь среди молодежи. Пятью годами спустя режиссёр снял хинди-версию фильма Sur Sangam.
Saptapadi, выпущенный в 1981 году, рассказывал о семи ритуалах, которые нужно соблюсти, чтобы двое стали супругами, а также о пути человека, вырывающегося из оков консерватизма, к поиску понимания и просветления. Фильм получил премию Наргис Датт за лучший полнометражный фильм о национальной интеграции, а также премию «Нанди» за лучший сценарий. В 1982 году Вишванатх снял Subhalekha, комедийную драму с Чирандживи и Сумалатой в главных ролях, поднимающую острую тему системы приданого. На следующий год он выпустил фильм о танце «Фотография в свадебном альбоме» с Камал Хасаном в главной роли. После успеха оригинала кинолента была дублирована на тамильский язык и также имела огромный успех, тем не менее став единственной режиссёрской работой Вишванатха на тамильском.
В 1985 году ему удалось снять ещё один блокбастер — «Жемчуг», герой которого, являясь аутистом, мужественно бросает вызов существующим социальным условностям и женится на вдове вопреки мнению общества. Это был первый фильм на телугу, ставший официальной заявкой от Индии на соискание премии «Оскар». Картина также получила Национальную кинопремию за лучший полнометражный фильм на телугу и была показана на различных международных кинофестивалях.
Вишванантх вновь работал с Нагешварой Рао в фильме Sutradharulu 1989 года, рассказывающем истории о том, как начинающий районный коллектор борется с жестоким главой деревни, чтобы обеспечить справедливость для её жителей. Картина получила несколько наград, в том числе Национальную кинопремию за лучший фильм на телугу и бронзовый приз «Нанди».
Тремя годами позже режиссёр снял Swathi Kiranam со звездой кино на малаялам Маммутти, повествующий об известном классическом певце, которому трудно справиться с растущей популярностью его ученика-вундеркинда. Фильм демонстрировал, что благородное и чистое искусство всё ещё может разжечь огонь зависти.
Некоторые из его успешных работ на телугу были пересняты им на хинди, также став хитами, например, «Ишвар — добрая душа» (1989) был ремейком «Жемчуга». Его последним режиссёрским проектом стал Subhapradam (2004) с Аллари Нарешем и Манджари Пхаднис в главных ролях, в котором поднимаются темы совместной семьи и важных семейных ценностей в современном обществе. Хотя фильм не собрал больших кассовых сборов, он получил Национальную кинопремию за лучший фильм на телугу, а режиссура и игра ведущих актёров были высоко оценены критиками.
Вишванатх также пробовал себя в актёрском мастерстве, снявшись более чем в двадцати фильмах, начиная с Subha Sankalpam в 1995 году и закачивая Oppanda в 2022 году.
Режиссёр скончался 2 февраля 2023 года в Хайдарабаде. В конце того же месяца ушла из жизни его жена Джаялакшми. У них осталось трое детей: дочь Падмавати Деви и сыновья Нагендранатх и Равинадранатх.